# Регламент про генетично модифіковані харчові продукти та корми
Регла́мент про генети́чно модифіко́вані харчові́ проду́кти та ко́рми (Регламент (ЄС) № 1829/2003) — нормативно-правовий акт Європейського Союзу, прийнятий 22 вересня 2003 року, який стосується маркування харчових продуктів і кормів, що містять генетично модифіковані організми або вироблені з таких організмів.

## Мета регламенту
Регламент № 1829/2003 передбачає обов’язкове маркування ГМО, а також продуктів, отриманих з таких організмів (також званих похідними ГМО). Цільові продукти є:
- харчові продукти та харчові інгредієнти, що постачаються як є кінцевому споживачу або громадам, незалежно від того, чи є вони розфасованими продуктами чи ні. Тому охоплюються всі інгредієнти, включаючи добавки та ароматизатори. Однак речовини, які не вважаються інгредієнтами (допоміжні речовини, носії добавок та ароматизаторів, переносні добавки тощо), не підпадають під дію цих положень щодо маркування;
- корми на всіх стадіях їх реалізації, тобто всі перероблені, частково перероблені або необроблені речовини або продукти (включаючи сировину), призначені для перорального годування тварин. Ці положення стосуються як добавок, так і кормів для домашніх тварин. Як і у випадку з продуктами харчування для людей, допоміжні речовини не підпадають під дію цих положень.

## Відмінності від попередніх норм
На відміну від попередньої системи, продукти високої обробки, такі як рафінована олія та продукти гідролізу крохмалю, підлягають обов’язковому маркуванню, якщо сировина, з якої вони походять, була генетично модифікованою, незалежно від наявності генетично модифікованої ДНК або білків у самому продукті переробки. Це так зване «виробниче» маркування стало можливим завдяки зобов'язанню простежуваності по всьому ланцюгу постачання, запровадженому Регламентом 1830/2003/ЄС.

## Межі регулювання
Регламент № 1829/2003 охоплює продукти, отримані з ГМО, але не ті, які отримані з використанням ГМО. Як наслідок, зобов'язання щодо маркування не поширюється на такі продукти, як молоко, м’ясо або яйця від тварин, яких годували ГМО. Однак, якщо генетично модифіковані тварини будуть дозволені в Європі, ці продукти повинні будуть маркуватися.

## Маркування фасованих харчових продуктів
Що стосується вимог до маркування фасованих харчових продуктів, то інформація повинна бути подана з використанням наступних формулювань:
- «генетично модифікований» або «містить генетично модифікований [назва організму]», коли продукт містить або складається з ГМО (наприклад, солодка кукурудза);
- «вироблений з генетично модифікованого [назва організму]» або «містить [назва інгредієнта], отриману з генетично модифікованого [назва організму]» якщо продукт містить похідні ГМО (наприклад, кукурудзяне борошно).

У випадку харчового продукту, який містить декілька інгредієнтів, включаючи кукурудзяне борошно та соєвий лецитин, інформація щодо наявности ГМО або похідних повинна бути надана для всіх відповідних інгредієнтів. Зокрема, необхідно уточнити, що «борошно виробляється з генетично модифікованої кукурудзи» і що «лецитин виробляється з генетично модифікованої сої».

## Маркування нефасованих харчових продуктів
Що стосується вимог до маркування нефасованих харчових продуктів, то інформація про наявність генетично модифікованих інгредієнтів або похідних ГМО, відповідно до вищезазначених вимог, повинна відображатися або на вітрині харчового продукту, або в безпосередній близькості від неї, або на пакувальному матеріалі.
Європейська комісія вважає, що не розфасовані харчові продукти, які пропонуються споживачам у секторі громадського харчування (комерційне, колективне та фаст-фуд), не підпадають під дію цього зобов’язання щодо маркування, якщо ресторатор сам готує або обробляє відповідну їжу.

## Маркування продуктів харчування для тварин
Що стосується вимог до маркування кормів для тварин, то, на відміну від харчових продуктів для людей, вимога маркування поширюється не лише на готову продукцію, а й на всі корми для тварин, включаючи сировину та добавки, що перебувають в обігу на ринку. Інформація повинна бути надана для кожного корму, що розглядається окремо. У випадку комбікормів, маркуванню підлягає вся сировина та генетично модифіковані добавки, що використовуються для виготовлення суміші.
Терміни маркування подібні до тих, що використовуються для харчових продуктів, тобто «[назва організму] генетично модифікований» у випадку ГМО (наприклад, сої) або «вироблений з генетично модифікованого [назва організму]» у випадку похідного (наприклад, соєвого шроту або кукурудзяного глютену: «кукурудзяний глютеновий корм, виготовлений з генетично модифікованої кукурудзи».

## Додаткове маркування, коли продукт відрізняється від еталонного продукту
Якщо харчовий продукт, харчовий інгредієнт (фасований чи ні) або корм для тварин відрізняється від звичайного еталонного продукту за складом, поживними властивостями, призначенням або впливом на здоров'я певних категорій населення, до вищезазначених термінів маркування додаються додаткові, щоб вказати на ці характеристики або якості (наприклад, модифікація профілю жирних кислот або збагачення вітамінами певного виду рослин).
Те саме стосується випадків, коли продукт може викликати етичні або релігійні занепокоєння (наприклад, введення гена свині в рослинний вид) або коли продукт не має звичайного референтного продукту.
Ці додаткові положення щодо маркування вказуються, де це доречно, у рішенні про надання дозволу Союзу.

## Поріг звільнення від маркування
Відповідно до попередніх положень Союзу, Регламент № 1829/2003 відновив принцип порогового значення для звільнення від маркування у разі адвентивної або випадкової присутности.
Харчові продукти, харчові інгредієнти та корми для тварин звільняються від вимог щодо маркування за умови дотримання наступних двох умов:
- Наявність ГМО або похідних менше 0,9 %;
- Оператор може обґрунтувати, що присутність є випадковою (непередбачуваною) або технічно неминучою (наприклад, перехресне запилення в полі).

Якщо одна з цих двох умов не виконується, продукт повинен бути маркований, як описано вище. Метою цього положення не є звільнення від маркування операторів, які добровільно використовують ГМО або похідні на рівні нижче 0,9%. Аналогічно, оператор, який вжив заходів для відмови від використання ГМО, але чия продукція забруднена вище регуляторного порогу в 0,9%, також повинен буде вказати на наявність ГМО.
Цей поріг у 0,9% застосовується до кожного інгредієнта або харчового продукту, що розглядається окремо, незалежно від його частки в готовому продукті. Наприклад, у переліку інгредієнтів харчового продукту, що містить 0,5% кукурудзяного крохмалю, має бути зазначено, що цей кукурудзяний крохмаль «вироблений з генетично модифікованої кукурудзи», якщо він сам містить більше 0,9% крохмалю з генетично модифікованої кукурудзи. Якщо продукт складається з декількох інгредієнтів або продуктів харчування, кожен з яких містить менше 0,9% ГМО, відсоток ГМО в продукті в цілому не повинен перевищувати 0,9%.

## Сектор органічного землеробства
Стаття 6(1) Регламенту Ради 2092/91/ЄЕС від 24 червня 1991 року про органічне виробництво сільськогосподарської продукції та пов'язані з ним позначення на сільськогосподарській продукції та продуктах харчування передбачає, що «ГМО та/або продукти, отримані з таких організмів, не можуть використовуватися, за винятком ветеринарних лікарських засобів». Однак стаття 13 цього регламенту передбачає можливість встановлення методом комітології «мінімального порогу неминучого забруднення».
У своїй рекомендації щодо співіснування секторів, опублікованій у липні 2003 року, Європейська Комісія заявила, що за відсутності спеціального порогу для цього сектору, поріг адвентивної присутності, визначений для так званого традиційного сектору, також застосовується до сектору органічного сільського господарства. Отже, на думку Комісії, органічний продукт не може бути навмисно вироблений з ГМО, але може містити сліди до 0,9% випадково (наприклад, у разі забруднення в полі). Те саме стосується органічних кормів для тварин.
З огляду на ці роз'яснення, продукти органічного сільського господарства не можуть бути описані як «без ГМО» просто через спосіб їх виробництва. Тому оператори, які бажають заявляти про відсутність ГМО, повинні гарантувати, що їхня органічна продукція не містить ГМО на порозі виявлення, відповідно до вимог, що стосуються використання негативних заяв.

## Звільнення від обов'язку маркування
У застосуванні Регламенту № 1829/2003 відсутність конкретної згадки про трансгенну характеристику може відповідати двом ситуаціям:
- використовувана сировина не є генетично модифікованою. Сертифікат, що базується виключно на французькому походженні сировини, не є гарантією невикористання ГМО;
- інгредієнти або продукти, що розглядаються окремо, випадково містять менше 0,9% ГМО.

В останньому випадку оператор повинен мати можливість продемонструвати, що він вжив необхідних заходів для уникнення використання ГМО або їх похідних. Ці положення не слід тлумачити як такі, що зобов'язують оператора, який вжив необхідних заходів, маркувати будь-яку присутність менше 0,9%, виявлену під час самоперевірок, проведених його постачальниками або ним самим.

## Адміністративний контроль і можливість звернення громадян
Пряме та індивідуальне звернення можливе, але тільки від «будь-якої особи, яку це безпосередньо та індивідуально стосується».
Європейський законодавець передбачив можливість бездіяльності Органу: «Якщо Орган приймає рішення або бездіяльність на підставі повноважень, наданих йому цим Регламентом, таке рішення або бездіяльність можуть бути предметом адміністративного перегляду Комісією, яка діє за власною ініціативою або на вимогу держави-члена чи будь-якої безпосередньо та індивідуально зацікавленої особи». Справа має бути передана на розгляд Комісії протягом двох місяців «з дня, коли зацікавленій стороні стало відомо про відповідну дію або бездіяльність», після чого Комісія надає Органу 2 місяці, якщо це необхідно, для «відкликання свого рішення або виправлення своєї бездіяльності».